# Герцог де Монбазон
Герцог де Монбазон (фр. duc de Montbazon) — старинный титул, созданный королём Франции Генрихом III, в 1588 году, для Луи VII де Роган, 2 графа де Монбазона. Ранее они носили титул сеньора де Гемене.

## История
Титул герцог де Монбазон является герцогством и пэрством.
Герцогство Монбазон является древней сеньорией в Турени, которая был возведена в графство, а затем в герцогство в XVI веке.
Монбазон, город в десяти километрах от Тура первоначально носил титул баронства и был возведён в графство в пользу Луи VI де Роган-Гемене письмом Генриха II в феврале 1557 года.
Генрих III, в письме от мая 1588 года, возвёл графство Монбазон и баронства Сент-Мор-де-Турен, Нуатр и Ла-Э в герцогство-пэрство под названием Монбазон, в пользу Луи VII Роган-Гемене, 2 графа де Монбазон, который умер бездетным.
Генрих IV, письмами в марте 1594 года, возвёл новые земли в пользу Эркюля де Рогана, графа де Рошфор,  брата Луи.

## Сеньоры де Гемене
1. ? — 1438 — Шарль I де Роган (? — 1438);
2. 1438—1457 — Луи I де Роган (? — 1457);
3. 1457 — 14?? — Луи II де Роган (? — 1508);
4. 14?? — 1498 — Луи III де Роган (? — 1498);
5. 1498—1527 — Луи IV де Роган (? — 1527);
6. 1527—1557 — Луи V де Роган (1513—1557).

## Графы де Монбазон
1. 1557—1611 — Луи VI де Роган (1540—1611) 1 принц де Гемене с 1570г.,  до этого сеньор де Гемене

## Герцоги де Монбазон
1. 1588—1589 — Луи VII де Роган (1562—1589), 1-й герцог де Монбазон;
2. 1589—1654 — Эркюль I де Роган (1568—1654), 2-й герцог де Монбазон, брат предыдущего;
3. 1654—1667 — Луи VIII де Роган (1598—1667), 3-й герцог де Монбазон, сын предыдущего, известен как принц Гемене;
4. 1667—1699 — Шарль II де Роган (1633—1699), 4-й герцог де Монбазон, сын предыдущего;
5. 1699—1727 — Шарль III де Роган (1655—1727), 5-й герцог де Монбазон, сын предыдущего;
6. 1727—1757 — Эркюль II Мериадек де Роган (1688—1757), 6-й герцог де Монбазон, сын предыдущего;
7. 1757—1800 — Жюль-Эркюль-Мериадек де Роган (1726—1800), 7-й герцог де Монбазон, сын предыдущего, известен как принц Роган;
8. 1800—1809 — Анри-Луи-Мари де Роган (1745—1809), 8-й герцог де Монбазон, сын предыдущего, известен как принц Гемене;
9. 1809—1836 — Шарль IV Ален-Габриэль де Роган (1764—1836), 9-й герцог де Монбазон, сын предыдущего;
10. 1836—1846 — Луи IX Виктор-Мериадек де Роган (1766—1846), 10-й герцог де Монбазон, брат предыдущего;
11. 1846—1892 — Камиль-Филипп-Жозеф-Идезбаль де Роган-Рошфор (1800—1892), 11-й герцог де Монбазон, племянник предыдущего;
12. 1892—1914 — Ален I Бенжамен-Артюр де Роган-Рошфор (1853—1914), 12-й герцог де Монбазон, внучатый племянник предыдущего;
13. 1914—1976 — Ален II Антон-Жозеф де Роган-Рошфор (1893—1976), 13-й герцог де Монбазон, сын предыдущего;
14. 1976—2008 — Шарль V Ален-Альбер де Роган-Рошфор (1934—2008), 14-й герцог де Монбазон, племянник предыдущего;
15. 2008—2019 — Альберт-Мари де Роган-Рошфор (1936—2019), 15-й герцог де Монбазон, брат предыдущего;
16. 2019 — Шарль VI Рауль де Роган (род. в 1954 году), 15-й герцог де Монбазон и де Буйон, принц де Гемене, де Монтобан и Рошфор, пятиюродный брат предыдущего.